# Clorinda (personaggio)
Clorinda è una donna guerriera personaggio della Gerusalemme liberata di Torquato Tasso.

## Descrizione
Clorinda è una principessa etiope nata con la pelle bianca.
(Torquato Tasso, Gerusalemme liberata, canto XII, vv. 192-195.)
Pur essendo di etnia africana, quindi, la sua pelle è candida e i suoi lunghi capelli sono biondi.
Clorinda porta armi e armatura finemente forgiate, di foggia esotica (tali anche dal punto di vista degli abitanti di Gerusalemme), e calza un elmo con un grande cimiero d'argento a forma di tigre, il suo simbolo in battaglia; sull'armatura indossa una sopravveste nivea, intessuta d'argento.
Armata di tutto punto, Clorinda è indistinguibile da un cavaliere ordinario: infatti da chi non la conosce viene ogni volta, per il fiero portamento, scambiata per un uomo di nobile lignaggio.
Il suo animo è nobile e magnanimo, ma ha un carattere iroso e si distingue come condottiera e guerriera di incredibile valore, mostrando straordinarie capacità sia nell'uso dell'arco sia nel combattimento all'arma bianca.

## Storia
Clorinda è figlia di Senapo, re d'Etiopia, e di sua moglie. Quando la bimba viene partorita e si rivela albina, la regina, temendo che la pelle bianca possa apparire al gelosissimo marito come prova di infedeltà, decide di mostrargli una neonata di pelle scura e di affidare la piccola Clorinda ad Arsete, un servitore eunuco, perché vada a crescerla lontano. La regina prega san Giorgio di vegliare sulla piccola e esprime il desiderio che venga cresciuta nella fede cristiana e riceva il battesimo: infatti, secondo l'uso etiope del tempo, la bimba non poteva essere battezzata prima che fossero trascorsi sessanta giorni dalla nascita.
Fuggito nella foresta, Arsete incappa in una tigre e, abbandonata la neonata, si rifugia in fretta su un albero; ma la tigre non sbrana Clorinda, anzi si ammansisce e l'allatta. Allontanatasi la bestia, Arsete la raccoglie e raggiunge un piccolo villaggio, dove si ferma per sedici mesi. Non rispetta però il desiderio della regina di battezzare la bimba, e sceglie al contrario di crescerla secondo la sua religione, l'islam. Avviandosi ormai verso la vecchiaia, e reso benestante dall'oro datogli dalla regina, decide di tornare a rivedere l'Egitto, sua terra natale. Durante il viaggio, incalzato da briganti, è costretto a saltare in un fiume impetuoso; la corrente è troppo forte, e Clorinda sfugge alla sua presa, ma solo per essere deposta dai flutti incolume sulla sabbia. Quella notte ad Arsete appare in sogno san Giorgio, che rivela la natura miracolosa degli episodi della tigre e del fiume ed ordina ad Arsete di battezzare la bimba; l'eunuco però non si lascia convincere e, reputando vera la sua fede, giudica il sogno una fantasticheria ingannevole.
Clorinda viene quindi cresciuta nella religione islamica e Arsete, ormai figura affezionata di padre, le tiene nascoste le sue vere origini. Fin da piccola Clorinda si rivela attratta dalle armi, valorosa e ardita, sfidando i costumi e diventando negli anni una condottiera, acquistando terre e grandissima fama, sempre accompagnata, anche nelle campagne belliche, dall'anziano Arsete.
Quando nell'avanzare della crociata i cristiani mettono in rotta l'esercito dei persiani, Clorinda, dopo la battaglia, si reca ad una fonte per ristorarsi; qui è vista da Tancredi, che rimane fulminato dalla sua bellezza e se ne innamora perdutamente. Ella, scorto il nemico, indossa l'elmo e si prepara ad attaccarlo, ma è costretta alla fuga dal sopraggiungere di un gran numero di cavalieri crociati.
Nel tempo in cui si ambienta la storia, Clorinda è giunta a Gerusalemme dalla Persia per combattere gli invasori, da lei già incontrati e vinti più volte. Qui entra nel consiglio di guerra del re Aladino e assume il comando di una parte delle truppe, avendo sempre un ruolo di primaria importanza nell'organizzazione della strategia e nella battaglia campale.

## Nella vicenda

### Canto II

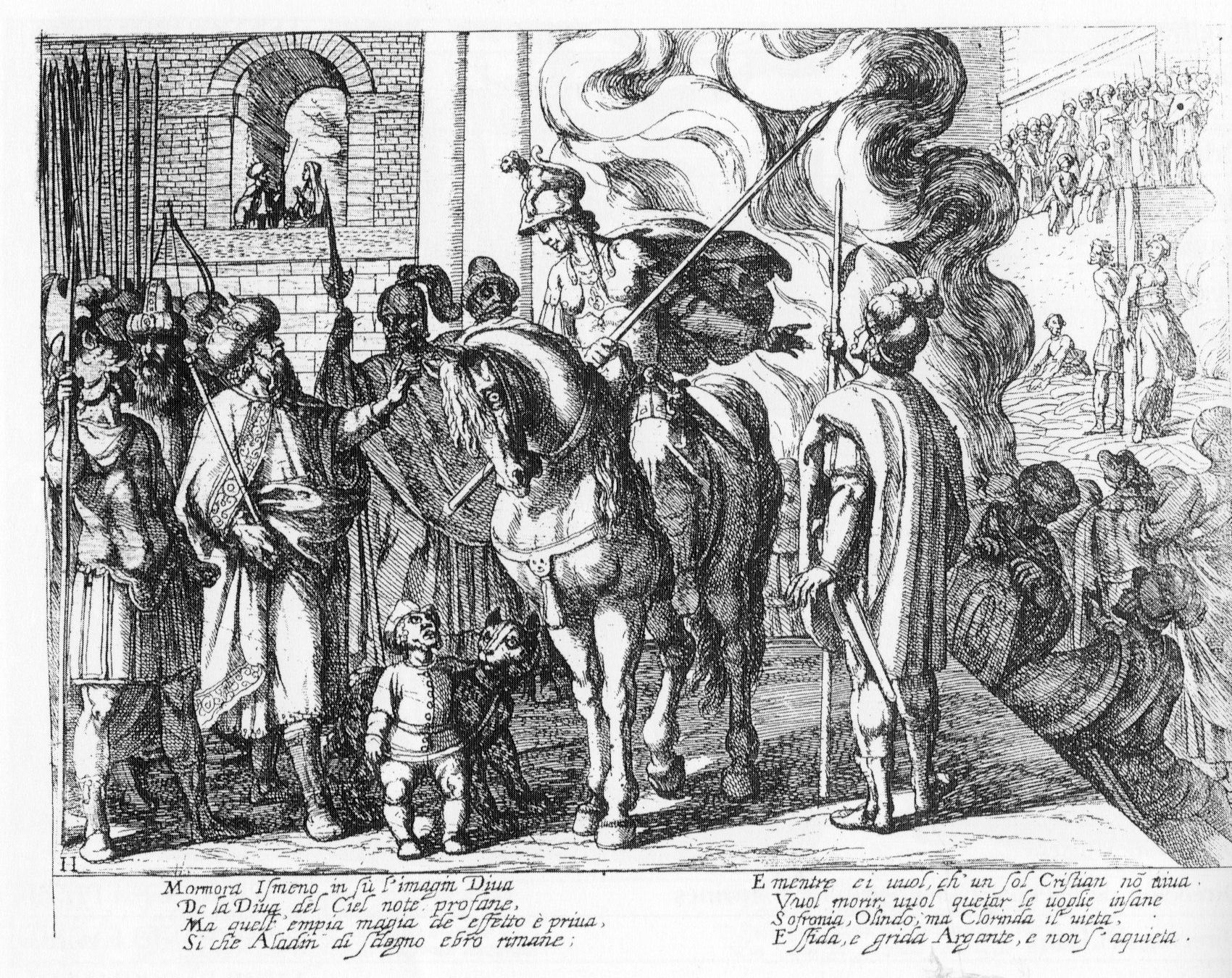
Clorinda intercede presso Aladino in favore di Olindo e Sofronia.

In seguito alla sparizione dell'immagine sacra che Aladino, re di Gerusalemme, aveva sottratto su invito del mago Ismeno, stanno per essere condannati al rogo Olindo e Sofronia, due cristiani che hanno entrambi confessato come propria la colpevolezza del furto. Clorinda, da poco giunta in città, assiste ai preparativi dell'esecuzione: convintasi quasi per istinto dell'innocenza dei due, interviene, si presenta al re e riconduce la scomparsa dell'immagine a un intervento celeste di Maometto, indignato dal sincretismo e dalla magia nera di Ismeno, irrispettoso della legge coranica. Aladino, benché di controvoglia, non può negare la logica dell'argomento e, vista anche la grande fama della guerriera, accetta di concedere la grazia e la libertà ai due cristiani.

### Canto III

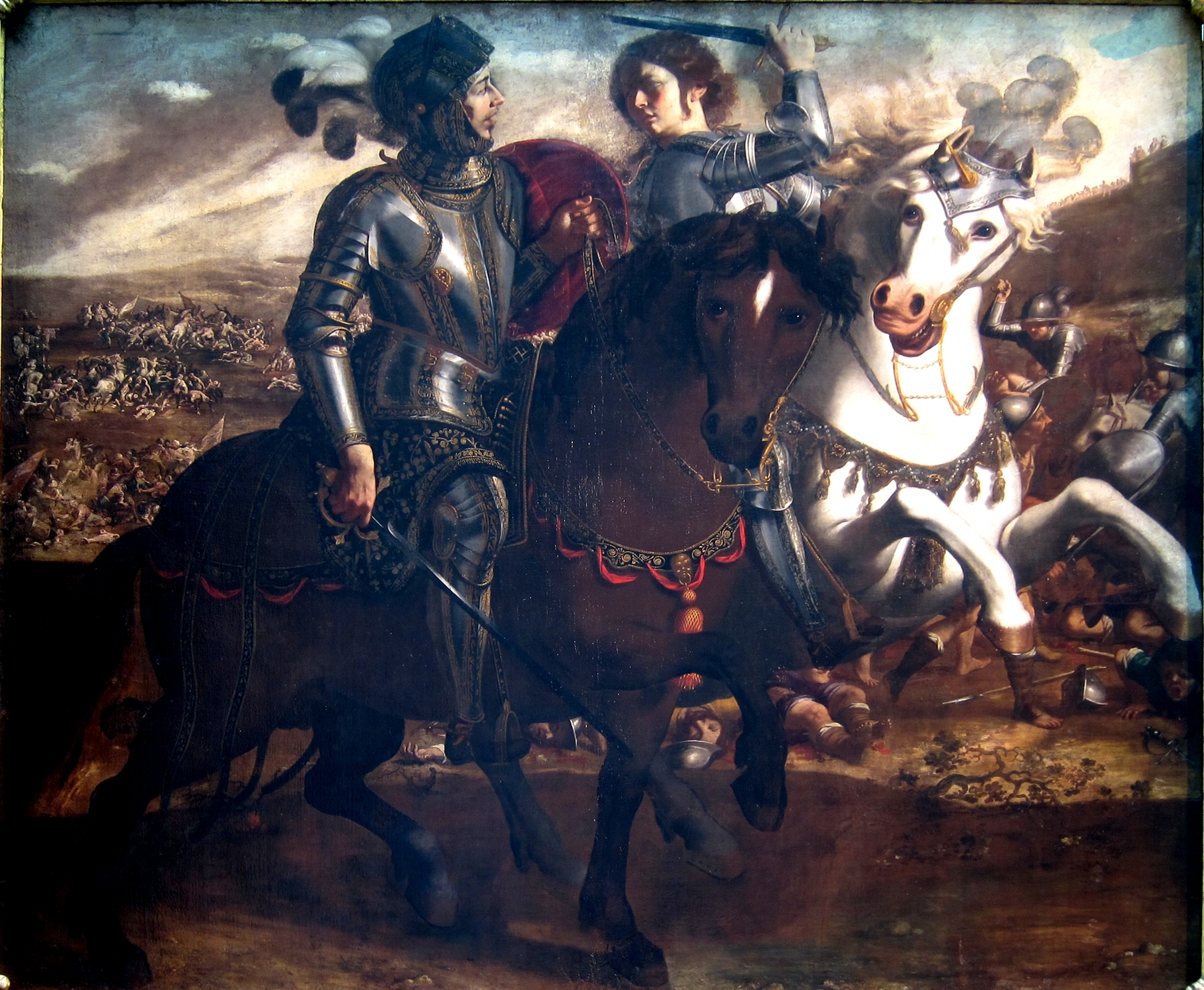
Il primo scontro fra Clorinda e Tancredi.

I crociati giungono in vista delle mura di Gerusalemme, e sono quindi avvistati dalle sentinelle. Clorinda guida subito un primo drappello di soldati verso i nemici, e attacca un gruppo di francesi che stavano riconducendo al campo del bestiame depredato; guidati dalla valorosa guerriera, sempre in prima linea, i musulmani hanno facile vittoria. Mentre i francesi arretrano in cima a una collina, Goffredo, osservando la scena, dà ordine a Tancredi di intervenire; questi e Clorinda si scontrano a cavallo; le lance si frantumano e l'eroina perde l'elmo, rivelando le chiome bionde. Tancredi la riconosce all'improvviso e, mentre lei lo assale, non ha il coraggio di colpirla e si limita a parare i colpi; riesce ad attirarla fuori dalla mischia e lì le dichiara il suo amore. Ella non fa in tempo a rispondere perché sopraggiungono dei soldati cristiani, e solo il pronto intervento di Tancredi evita che la guerriera venga colpita. Il cavaliere insegue il "colpevole", che aveva procurato a Clorinda una leggera ferita sul collo, ed ella si ricongiunge ai suoi. I musulmani, cui si è unito anche Argante con nuove truppe, arretrano lentamente, con una serie di fughe e contrattacchi, finché giungono a portata delle mura: a questo punto i crociati sono costretti a fermarsi per evitare le frecce e i sassi lanciati dall'alto. Le truppe degli assediati rientrano dunque in città.

### Canto IX
All'iniziativa della furia Aletto, che sotto spoglie umane incita i musulmani all'azione, si deve l'attacco al campo cristiano, colpito contemporaneamente dall'arrivo di Solimano a capo di mercenari arabi e dalla sortita degli assediati, capitanati da Clorinda e Argante. I crociati, sotto un cielo striato da influenze infernali, sono in difficoltà; ma quando Dio ordina all'arcangelo Michele di scacciare i diavoli, la sorte volge al meglio per i cristiani. Nonostante le prove di valore dei musulmani –Clorinda, che fa strage incontrastata, in primis – la vittoria va ai crociati.

### Canto XI

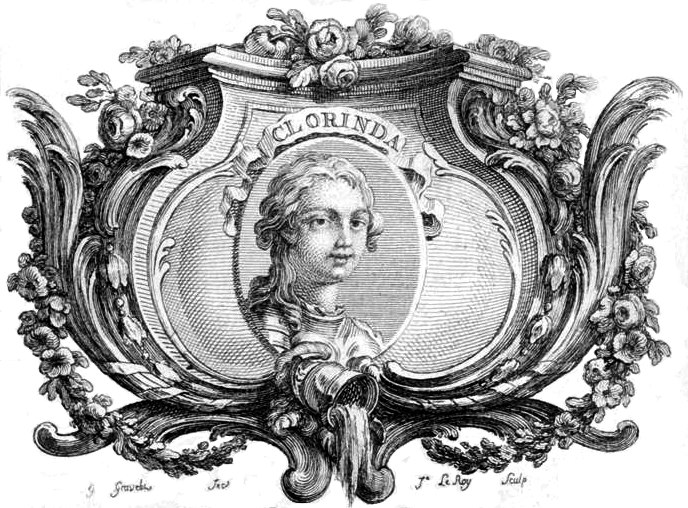
Clorinda in un'incisione del 1771.

Costruite le macchine da guerra, Goffredo decide di tentare l'attacco alle mura della città; la grandiosa battaglia si svolge con momenti di grande coraggio per entrambe le parti. Clorinda, dall'alto della Torre angolare, dà prova di straordinaria abilità con l'arco, non mancando mai il bersaglio e colpendo sempre e solo cavalieri nobili e importanti comandanti, uccidendo tra gli altri Guglielmo d'Inghilterra, Stefano d'Amboise e il vescovo Ademaro. L'avanzare della torre mobile mette in difficoltà i musulmani; ma Goffredo viene colpito al ginocchio da una freccia, scoccata probabilmente da Clorinda, e l'esercito crociato, senza il suo comandante, inizia a perdersi d'animo. La battaglia prosegue, ma deve alla fine interrompersi per il sopraggiungere della notte.

### Canto XII
Mentre nella notte si restaurano le difese distrutte e si curano i feriti, Clorinda si lamenta tra sé della sua posizione subalterna nella battaglia, giudicando poco onorevole lo scoccare frecce da lontano invece di combattere nella mischia. Decide allora di tentare una missione rischiosa ma proficua: compiere una sortita notturna e bruciare la pericolosa torre d'assedio, che i fabbri crociati stavano riparando a poca distanza dalle mura. Informa del suo proposito Argante, che vuole a tutti i costi accompagnarla, e il re Aladino, che si rallegra del loro coraggio. Mentre l'eroina indossa armi rugginose e nere, Arsete le si avvicina e le racconta la verità sulle sue origini cristiane. Clorinda lo ringrazia ma, spiega, non intende mettere in dubbio la parola data né la sua religione. Usciti dalla città con le esche infiammabili preparate da Ismeno, i due cavalieri vengono avvistati, ma riescono lo stesso a dare la torre alle fiamme. Nello scomposto combattimento che segue, Argante riesce a rientrare a Gerusalemme, mentre Clorinda rimane chiusa fuori. Con l'aiuto dell'oscurità pianifica di raggiungere un'altra porta, ma viene avvistata e inseguita da Tancredi.
Ha così inizio lo spettacolare e tragico duello tra i due, entrambi straordinari schermidori, che si feriscono più volte a vicenda ma continuano a combattere a lungo, senza cedere. In una breve pausa, mentre il cielo inizia a schiarire, il crociato, soddisfatto dal vedere il nemico sanguinare più di lui ma comunque stupefatto dalla sua bravura, gli chiede di rivelare la propria identità, così da sapere chi avrà vinto o, se sconfitto, da chi sarà stato ucciso; inferocita, Clorinda rifiuta, ma rivela di essere di quelli che hanno appena appiccato fuoco alla torre. Lo scambio di battute riaccende l'ira: alla fine, ormai spossata, Clorinda viene trafitta al petto e si accascia. Moribonda, è toccata dalla grazia di Dio e chiede di essere battezzata. Il cavaliere, commosso dal tono flebile delle parole, perde ogni furia e riempie d'acqua il suo elmo in un piccolo rio. Tolto l'elmo al nemico, rimane scioccato nel vedere il volto della sua amata; tremante, versa l'acqua e pronuncia la formula del rito. Nel momento di morire, Clorinda si rasserena e sorride; ormai priva della forza di parlare, alza il braccio verso Tancredi in segno di pace, e spira.

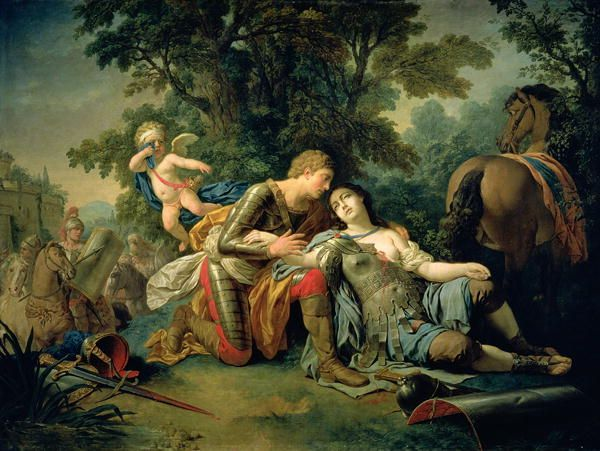
Tancredi con Clorinda morente.

Tancredi crolla a terra per il dolore e le ferite, farneticante e sconvolto, e viene raccolto da un drappello di soldati cristiani. In deroga ai costumi cavallereschi il capitano dà ordine di prendere anche il corpo dell'eroina, che crede morta nella fede islamica, per impedire che venga sbranato dai lupi. Condotto al campo, Tancredi avanza idee di suicidio, ma viene severamente rampognato da Pietro l'eremita, che lo accusa di spregiare di aver avuta salva la vita. Tancredi si dispera afflitto, finché, sfinito da angosciose notti di veglia e pianto, cade addormentato. In sogno gli appare Clorinda, circonfusa di luce divina, che gli spiega come egli, uccidendola per errore, l'abbia consegnata alla grazia di Dio e alla beatitudine eterna; l'eroina lo invita quindi a non disperarsi e gli rivela il suo amore.
La salma di Clorinda viene seppellita accompagnata dalle fiaccole di un lungo corteo funebre. Sulla tomba viene posta una lapide scolpita, nei limiti di quanto permettano le ristrettezze della guerra, e le armi della guerriera, in forma di trofeo, sono appese ad un pino nudo sopra di essa.